# Liste der Monuments historiques in Saint-Ciers-d’Abzac
Die Liste der Monuments historiques in Saint-Ciers-d’Abzac führt die Monuments historiques in der französischen Gemeinde Saint-Ciers-d’Abzac auf.

## Liste der Bauwerke
| Bezeichnung   | Beschreibung              | Standort | Kennzeichnung | Schutzstatus | Datum | Bild |
| ------------- | ------------------------- | -------- | ------------- | ------------ | ----- | ---- |
| Kirche St-Cyr | Erbaut im 16. Jahrhundert | (Lage)   | PA00083719    | Inscrit      | 1925  |      |